# Aero L-39NG
Aero L-39NG ("Next Generation" - "Thế hệ Tiếp theo") là một loại máy bay huấn luyện phản lực nâng cao và máy bay cường kích hạng nhẹ được chế tạo bởi Aero Vodochody của Cộng hòa Séc. Đây là mẫu máy bay phát triển tiếp nối từ Aero L-39 Albatros thời Chiến tranh Lạnh.

## Thiết kế và phát triển
Ngày 16 tháng 7 năm 2014, khi tham gia Triển lãm hàng không Farnborough, Aero Vodochody đã giới thiệu L-39NG là sản phẩm tiếp theo của dòng máy bay huấn luyện Aero L-39 Albatros nổi tiếng của hãng. Đến tháng 4 năm 2015, Aero Vodochody hợp tác với nhà cung cấp dịch vụ quốc phòng Draken International và nhà sản xuất động cơ Williams International để cùng thực hiện dự án. Theo thỏa thuận hợp tác, Williams International sẽ phụ trách cung cấp động cơ tua-bin phản lực cánh quạt FJ44-4M cho L-39NG, còn Draken International có vai trò phân phối loại máy bay này tại thị trường Bắc Mỹ, cũng như vận hành đội bay của riêng mình. Đối với các khu vực khác trên thế giới, Aero Vodochody vẫn chịu trách nhiệm hiện đại hóa các máy bay hiện có tại cơ sở nhà máy của họ ở Cộng hòa Séc.

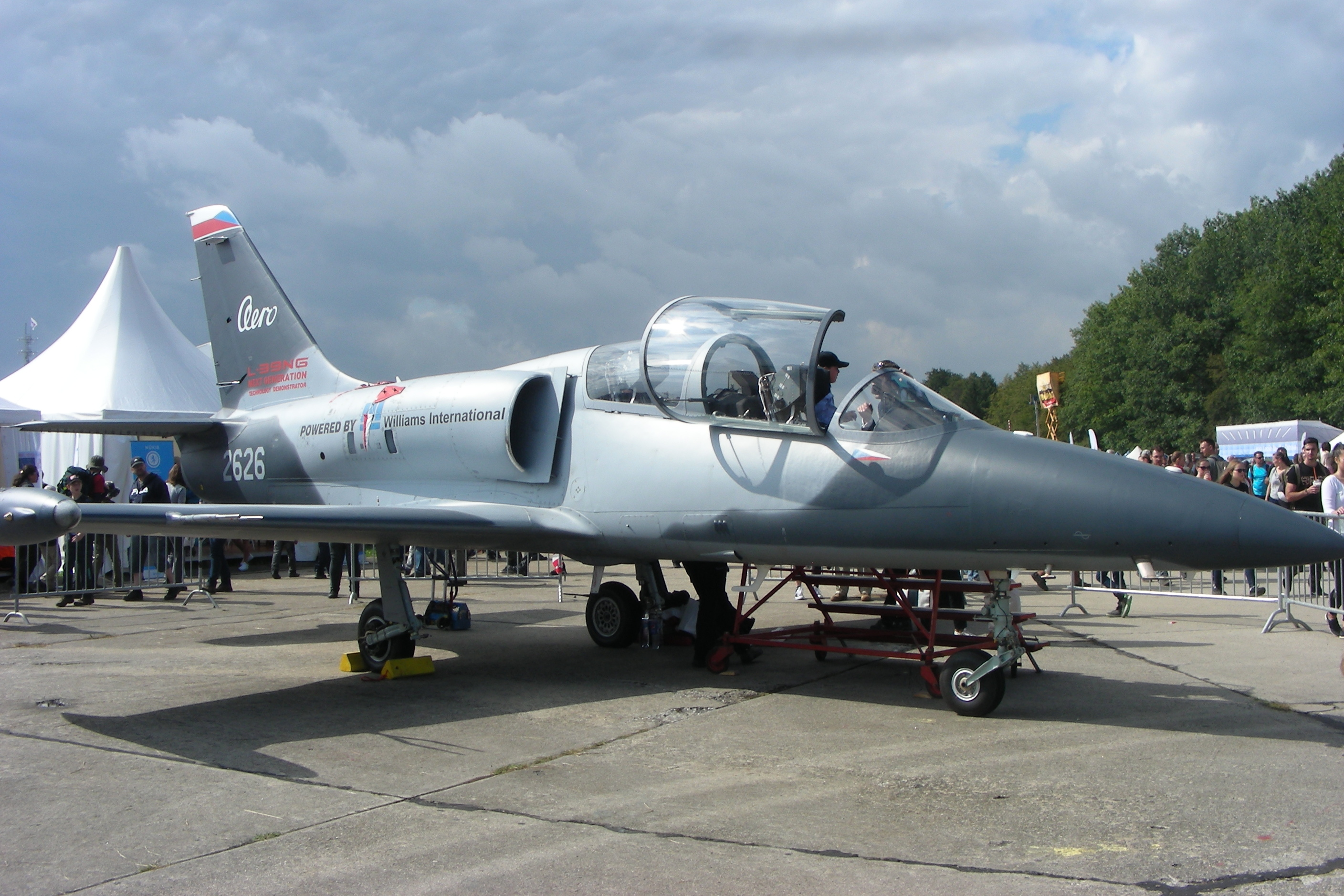
Một chiếc L-39NG vào tháng 9 năm 2018

Dự án L-39NG chia thành hai giai đoạn hoặc hai phiên bản riêng biệt. Chương trình Stage 1 (Giai đoạn 1) là bản nâng cấp dành cho các khách hàng đã sở hữu L-39 trước đó; gói nâng cấp này gồm có trang bị động cơ FJ44-4M mới và tùy chọn lắp đặt hệ thống điện tử hàng không của Giai đoạn 2 cho những chiếc L-39 nguyên bản. Động cơ FJ44-4M tạo ra lực đẩy tương đương với động cơ Ivchenko AI-25 của Liên Xô từng trang bị cho dòng L-39 đời đầu, nhưng có mức tiêu thụ nhiên liệu thấp hơn đáng kể cũng như sở hữu các đặc tính vận hành tốt hơn. Ngày 14 tháng 9 năm 2015, phiên bản trình diễn công nghệ của L-39NG là L-39CW thực hiện chuyến bay đầu tiên, giai đoạn phát triển thứ nhất được tuyên bố là hoàn thành cùng tháng đó. Ngày 20 tháng 11 năm 2017, Aero Vodochody thông báo hoàn thành quá trình phát triển L-39CW. Ngày 14 tháng 3 năm 2018, L-39CW được cấp chứng nhận chủng loại đủ điều kiện bay và sẵn sàng sản xuất hàng loạt.
Chương trình Stage 2 (Giai đoạn 2) cung cấp một số cải tiến về thiết kế dành cho L-39NG sản xuất mới, nó có thể sử dụng các bộ phận nâng cấp của Giai đoạn 1 sau khi khung máy bay nguyên bản đã hết tuổi thọ. Khung máy bay mới nhẹ hơn đáng kể và tạo ra ít lực cản hơn, về tổng thể, máy bay sau thiết kế lại được cho là có chi phí vận hành tương đương với máy bay động cơ phản lực cánh quạt hiện nay. Stage 2 sử dụng vật liệu composite và cánh ướt (cánh có chứa nhiên liệu bên trong), loại bỏ các thùng nhiên liệu đặc biệt ở đầu cánh của L-39 nguyên bản. Tháng 6 năm 2017, Aero Vodochody tiết lộ kế hoạch chế tạo bốn mẫu L-39NG phiên bản tiền sản xuất để thử nghiệm và trình diễn. Tháng 7 năm 2017, công ty bắt đầu sản xuất các bộ phận để lắp ráp bốn mẫu, trong đó ba chiếc là nguyên mẫu và một chiếc là bản sản xuất trước chuỗi thứ tự.
Tháng 4 năm 2018, Aero Vodochody ký kết thỏa thuận hợp tác với Israel Aerospace Industries (IAI) để tích hợp phương pháp huấn luyện ảo của Israel trên L-39NG, cũng như hợp tác trong nhiều dự án khác. Nguyên mẫu L-39NG ra mắt lần đầu tại Odolena Voda vào ngày 12 tháng 10 năm 2018, thực hiện chuyến bay đầu tiên vào ngày 22 tháng 12 năm 2018. Trong tháng 9 năm 2020, Bộ Quốc phòng Séc cấp chứng nhận cho L-39NG đạt tiêu chuẩn quân sự siêu quốc gia, đây là tiêu chuẩn đã được công nhận bởi tất cả cơ quan quân sự của EU và NATO; điều này cho phép máy bay có thể hoạt động trong không phận quốc tế và đáp ứng mọi yêu cầu về độ an toàn. Tháng 7 năm 2022, L-39NG được cấp chứng nhận tiêu chuẩn EMAR 21 của EU/NATO.

## Lịch sử hoạt động

### Thử nghiệm
Máy bay trình diễn công nghệ L-39CW trang bị động cơ FJ44-4M, thực hiện chuyến bay đầu tiên từ sân bay Vodochody vào ngày 14 tháng 9 năm 2015. Tháng 9 năm 2016, Aero Vodochody thông báo hoàn thành giai đoạn thử nghiệm thứ nhất với L-39CW và sẵn sàng tiến hành phát triển toàn diện đối với L-39NG.
Nguyên mẫu L-39NG thực hiện chuyến bay đầu tiên đúng như dự kiến vào ngày 22 tháng 12 năm 2018. Đến tháng 9 năm 2019, có tổng cộng ba máy bay tham gia chương trình thử nghiệm; chiếc L-39CW đang được kiểm tra hệ thống điện tử hàng không và nghiên cứu đặc tính xoay/tròng trành của nó, còn nguyên mẫu L-39NG đang tiến hành thử nghiệm hiệu suất cơ bản, bao gồm cả thử nghiệm rung lắc mặt đất tại Trung tâm Nghiên cứu Hàng không Vũ trụ Séc, và thử nghiệm trang bị vũ khí cho nhiệm vụ tấn công hạng nhẹ.
Ngày 25 tháng 5 năm 2020, L-39NG bắt đầu thử nghiệm mức độ chịu đựng tĩnh (độ mỏi tĩnh), mục đích là để xác nhận tuổi thọ hoạt động của khung máy bay mới là 5.000 giờ bay. Đến tháng 9 năm 2020, hai nguyên mẫu đã thực hiện khoảng 300 chuyến bay thử nghiệm, đồng thời cũng tiến hành một số thử nghiệm bổ sung trên mặt đất bằng một cặp khung máy bay tĩnh. Nhà sản xuất tuyên bố cuộc thử nghiệm vòng đời cho thấy máy bay này có tuổi thọ hoạt động lên tới 15.000 giờ bay, gấp ba lần so với L-39 nguyên bản. Hiệu suất động cơ tăng lên giúp máy bay đạt tầm hoạt động tối đa là 1.900 km khi không mang theo thùng nhiên liệu phụ bên ngoài - xa hơn 800 km so với L-39. Tháng 1 năm 2022, Aero Vodochody thông báo hoàn thành thử nghiệm độ mỏi.

### Đơn đặt hàng
Nhiều khách hàng dân sự và quân sự đã đặt hàng L-39NG, bao gồm cả biến thể trinh sát chuyên dụng.
 Cộng hòa Séc
Séc là khách hàng đầu tiên của L-39NG Stage 1 tại Triển lãm Hàng không Paris vào tháng 6 năm 2015. Doanh nghiệp nhà nước LOM Praha đặt mua L-39NG để sử dụng ở Trung tâm Huấn luyện Bay tại Sân bay Pardubice.
Năm 2022, LOM Praha ký hợp đồng giao bốn chiếc L-39NG nhằm thay thế đội bay L-39C phục vụ huấn luyện trong Không quân Séc.
 Hoa Kỳ
Năm 2015, Draken International ký thỏa thuận với Aero Vodochody để nâng cấp tối đa sáu chiếc L-39 trong đội bay biểu diễn của Draken lên phiên bản L-39NG.
RSW Aviation đặt hàng 12 chiếc L-39NG và 6 chiếc L-39CW tại Triển lãm Hàng không Farnborough 2018.
 Pháp
Breitling Jet Team ký hợp đồng nâng cấp đội bay L-39 hiện tại của họ lên L-39NG vào năm 2018.
 Sénégal
Tháng 4 năm 2018, Senegal đặt mua 4 chiếc L-39NG để thực hiện các nhiệm vụ tấn công hạng nhẹ và huấn luyện bay. Tuy nhiên, đến tháng 3 năm 2022, Không quân Sénégal được cho là đã hủy bỏ đơn hàng này.
 Bồ Đào Nha
Công ty Skytech có trụ sở ở Bồ Đào Nha đặt hàng 12 chiếc L-39NG tại Triển lãm hàng không Farnborough 2018. Đơn hàng này có tùy chọn mua thêm sáu chiếc nữa.
 Việt Nam
Việt Nam đặt mua 12 máy bay huấn luyện L-39NG vào tháng 2 năm 2021. Đơn hàng bao gồm các loại phụ tùng thay thế, thiết bị huấn luyện mặt đất, hỗ trợ hậu cần và hệ thống sân bay chuyên dụng. Lô hàng sẽ được bàn giao cho Không quân Nhân dân Việt Nam từ tháng 7 năm 2023 đến năm 2024.
Máy bay L-39NG mới sẽ được đưa vào sử dụng tại Trung đoàn 910 thuộc Trường Sĩ quan Không quân, Quân chủng Phòng không - Không quân, nhằm mục đích thay thế một phần đội bay L-39C hiện có. Việt Nam đã nhận được lô L-39NG đầu tiên vào cuối năm 2023.
 Ghana
Tháng 12 năm 2021, Quốc hội Ghana phê duyệt thỏa thuận mua bán trị giá 111,4 triệu euro để cung cấp 6 chiếc L-39NG cho Không quân Ghana.
 Hungary
Tháng 4 năm 2022, Hungary đặt mua 8 máy bay huấn luyện L-39NG cùng với 4 chiếc L-39NG phiên bản trinh sát. Vào thời điểm ký kết thỏa thuận (các điều khoản được giữ bí mật), phiên bản trinh sát vẫn đang trong giai đoạn phát triển.

## Biến thể

### L-39CW
Phiên bản trình diễn công nghệ của L-39NG dựa trên khung máy bay L-39C, trang bị động cơ phản lực cánh quạt Williams International FJ44-4M.

### L-39NG Stage 1
Bản nâng cấp dành cho L-39 Albatros, trang bị động cơ FJ44-4M. Phiên bản này giữ nguyên kiểu cánh "khô" (có thùng nhiên liệu ở đầu cánh), khách hàng có thể tùy chọn lắp đặt hệ thống điện tử hàng không của L-39NG Stage 2.

### L-39NG Stage 2
Phiên bản L-39NG sản xuất mới, trang bị động cơ FJ44-4M, hệ thống điện tử hàng không Genesys Aerosystems và buồng lái màn hình hiển thị. Khung máy bay sử dụng cánh ướt (cánh có chứa nhiều thùng nhiên liệu bên trong) và có năm giá treo cứng.

### Phiên bản trinh sát
Hungary đã đặt hàng 4 phiên bản trinh sát của L-39NG. Phiên bản này trang bị cảm biến quang điện ngày và đêm MX-15E do Wescam cung cấp, gắn dưới thân máy bay.

## Thông số kỹ thuật (L-39NG Stage 2)

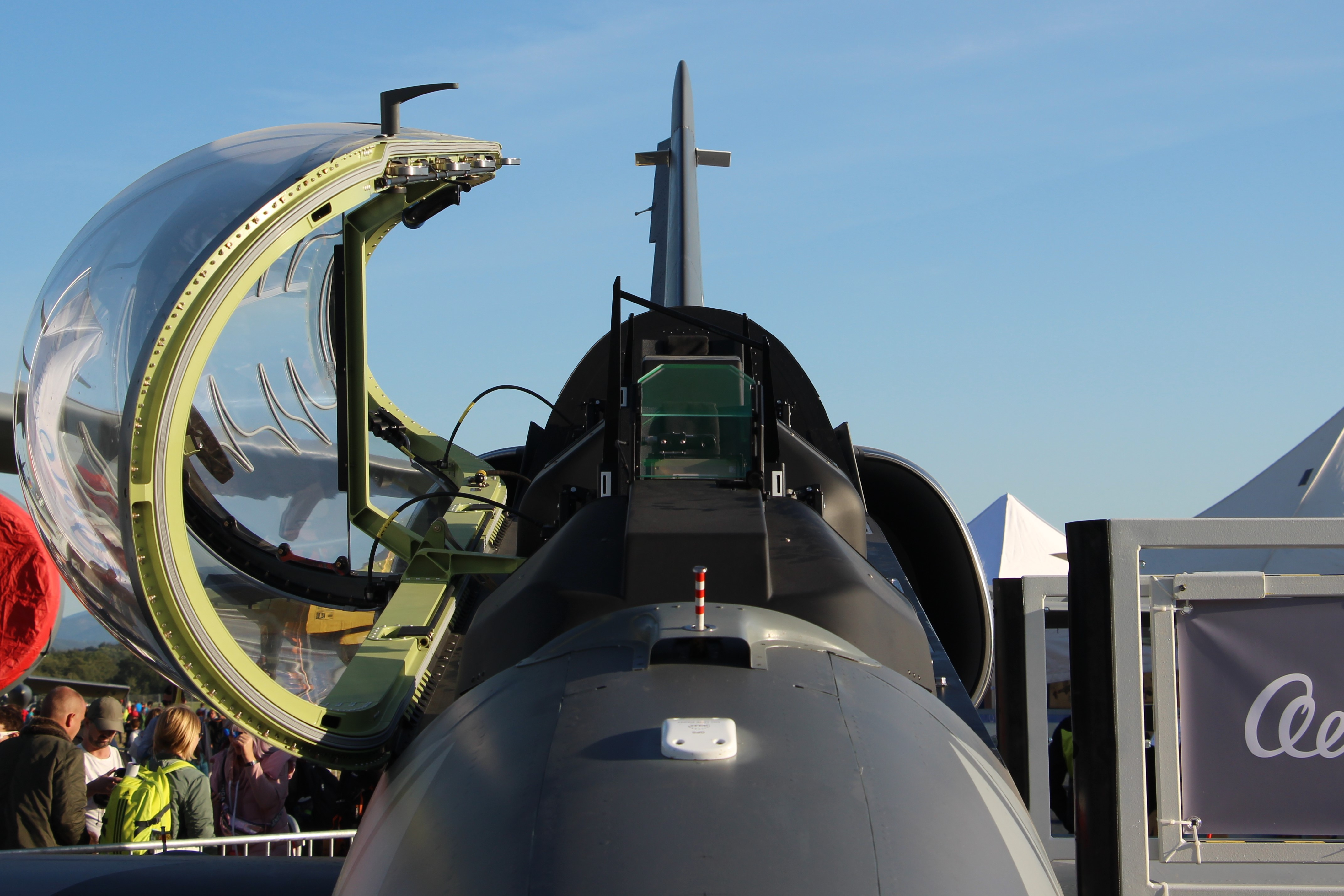
Cận cảnh phía trước máy bay và buồng lái

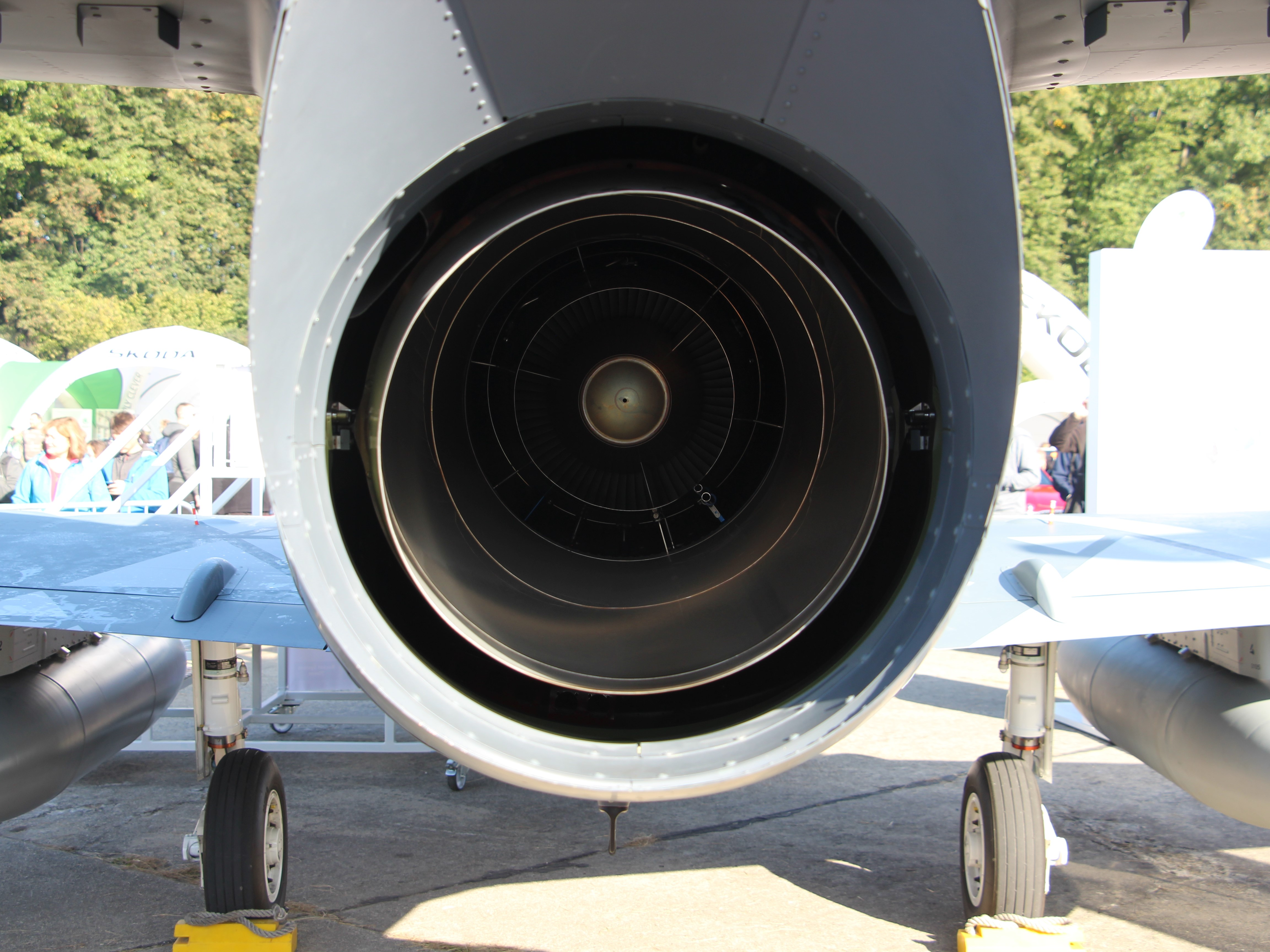
Cận cảnh động cơ Williams FJ44 phía sau đuôi

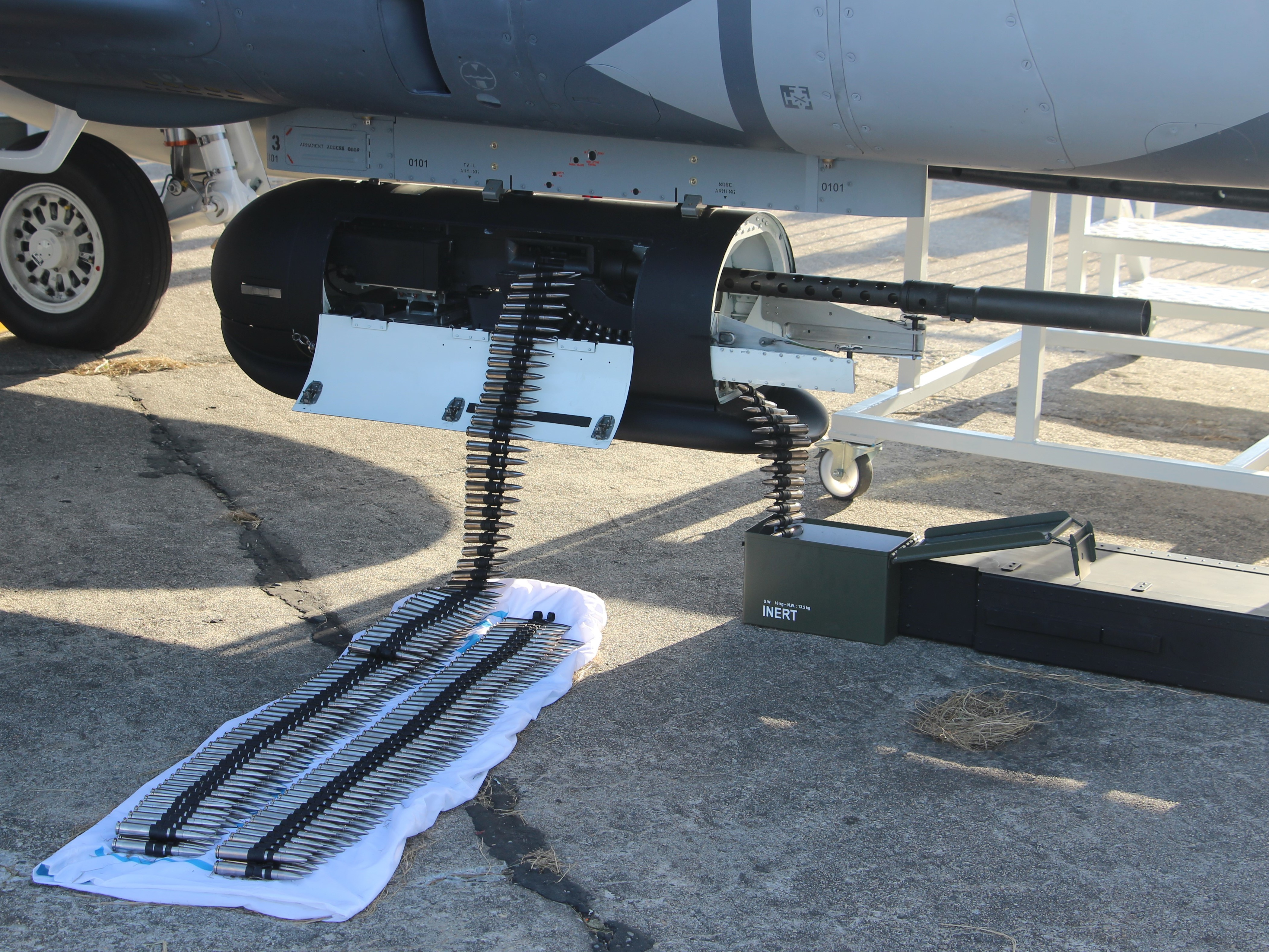
Bệ súng của L-39NG

Dữ liệu lấy từ trang web L-39 Next Generation

### Đặc điểm tổng quát
- Phi hành đoàn: 2 người
- Chiều dài: 12,03 m (39 ft 6 in)
- Sải cánh: 9,56 m (31 ft 4 in)
- Kết cấu dạng cánh: NACA 64A012[49]
- Trọng lượng không tải: 3.100 kg (6.834 lb)
- Trọng lượng cất cánh tối đa: 5.800 kg (12.787 lb)
- Động cơ: 1 × Động cơ tua-bin phản lực cánh quạt Williams FJ44-4M, cung cấp lực đẩy 16,89 kN (3.800 lbf)

### Hiệu suất bay
- Tốc độ tối đa: 900 km/h (560 dặm/giờ; 490 hải lý/giờ) ở độ cao 6.000 m (20.000 ft)[50]
- Tầm bay: 2.590 km (1.610 dặm; 1.400 hải lý) (khi không mang theo thùng nhiên liệu phụ bên ngoài)
- Trần bay: 11.500 m (37.700 ft)
- Thời gian bay liên tục: 4 giờ 30 phút (khi không mang theo thùng nhiên liệu phụ bên ngoài)
- Vận tốc tăng độ cao: 23 m/s (4.500 ft/phút)

### Vũ khí trang bị
- 1.200 kg (2.600 lb) tải trọng gắn trên năm giá treo cứng bên ngoài
- 570 kg (1.250 lb) nhiên liệu phụ mang theo bên ngoài
- Tên lửa không đối không dò tìm hồng ngoại (bao gồm cả tên lửa huấn luyện trên không)
- Bom không đối đất dẫn đường bằng laser (GBU)
- Tên lửa không đối đất dẫn đường bằng laser (70 mm)
- Bom thả rơi tự do (Mk 82)
- Tên lửa không đối đất không dẫn đường FFAR (70 mm)
- Súng/pháo không đối không hoặc không đối đất (12,7/20 mm)

### Hệ thống điện tử hàng không
- Hộp gây nhiễu
- Hộp nhắm mục tiêu
- FLIR